# Campeonato Catarinense de Futebol de 2010
O Campeonato Catarinense de Futebol de 2010 foi a 85ª edição do principal torneio catarinense entre clubes. Como na edição anterior, foi disputado em três divisões: a principal, a especial, e a de acesso, correspondendo, respectivamente, à primeira, segunda e terceira divisões. Começou em janeiro e terminou em maio.

## Divisão Principal
A Divisão Principal de 2010 contou com a participação de 10 clubes. A Federação Catarinense de Futebol, após reuniões com os clubes catarinenses em 2009, decidiu modificar o regulamento para adaptar o calendário apertado do ano devido a paralisação para a Copa do Mundo.

### Equipes Participantes
| Equipe           | Cidade         | Em 2009        | Estádio                            | Capacidade | Títulos (mais recente) |
| ---------------- | -------------- | -------------- | ---------------------------------- | ---------- | ---------------------- |
| Atlético Ibirama | Ibirama        | 6º (Principal) | Baixada                            | 6.000      | 0 (não possui)         |
| Avaí             | Florianópolis  | 1º (Principal) | Ressacada                          | 15.000     | 14 (2009)              |
| Brusque          | Brusque        | 7º (Principal) | Augusto Bauer                      | 5.000      | 1 (1992)               |
| Imbituba         | Imbituba       | 1º (Especial)  | Emília Mendes Rodrigues            | 5.000      | 0 (não possui)         |
| Chapecoense      | Chapecó        | 2º (Principal) | Arena Condá                        | 15.000     | 3 (2007)               |
| Criciúma         | Criciúma       | 4º (Principal) | Heriberto Hülse                    | 22.000     | 9 (2005)               |
| Figueirense      | Florianópolis  | 5º (Principal) | Orlando Scarpelli                  | 19.069     | 15 (2008)              |
| Joinville        | Joinville      | 3º (Principal) | Arena Joinville                    | 22.000     | 12 (2001)              |
| Juventus         | Jaraguá do Sul | 2º (Especial)  | João Marcatto                      | 10.000     | 0 (não possui)         |
| Metropolitano    | Blumenau       | 8º (Principal) | Complexo Esportivo Bernardo Werner | 6.000      | 0 (não possui)         |

### Campeão
| Campeão Catarinense 2010 |
| ------------------------ |
| Avaí 15º Título          |

## Divisão Especial

### Equipes Participantes
| Equipe           | Município   | Em 2009         | Estádio                            | Capacidade | Títulos |
| ---------------- | ----------- | --------------- | ---------------------------------- | ---------- | ------- |
| Atlético Tubarão | Tubarão     | 10º (Principal) | Estádio Domingos Silveira Gonzales | 3.500      | ---     |
| Camboriú         | Camboriú    | 6º (Especial)   | Robertão                           | 3.000      | ---     |
| Concórdia        | Concórdia   | 5º (Especial)   | Domingos Machado de Lima           | 5.000      | ---     |
| Hercílio Luz     | Tubarão     | 3º (Especial)   | Aníbal Costa                       | 10.000     | ---     |
| Joaçaba          | Joaçaba     | 7º (Especial)   | Da Nova                            | 7.000      | 1992    |
| Marcílio Dias    | Itajaí      | 9º (Principal)  | Hercílio Luz                       | 10.000     | 1999    |
| Porto            | Porto União | 4º (Especial)   | Municipal Antiocho Pereira         | 7.000      | ---     |
| Próspera         | Criciúma    | 9º (Especial)   | Mario Balsini                      | 4.500      | 2005    |
| Videira          | Videira     | 8º (Especial)   | Municipal Luiz Leoni               | 3.000      | ---     |
| XV de Outubro    | Indaial     | 1º (Acesso)     | Gigante do Vale                    | 1.000      | ---     |

### Campeão
| Campeonato Catarinense de 2010 - Divisão Especial |
| ------------------------------------------------- |
| Marcílio Dias 2º Título                           |

## Divisão de Acesso

### Equipes Participantes
| Equipe        | Município  | Em 2009 | Estádio                       | Capacidade | Títulos |
| ------------- | ---------- | ------- | ----------------------------- | ---------- | ------- |
| Blumenauense  | Blumenau   | ---     | Luiz Bernardo Olsen*          | ---        | ---     |
| Caçador       | Caçador    | 4º      | Carlos Alberto da Costa Neves | 5.000      | ---     |
| Caxias        | Joinville  | ---     | Ernestão                      | 5.000      | ---     |
| Guarani       | Palhoça    | 2º      | Estádio Renato Silveira       | 8.000      | ---     |
| Internacional | Lages      | ---     | Vidal Ramos Júnior            | 11.800     | ---     |
| Maga          | Indaial    | 8º      | Hermann Weege**               | ---        | ---     |
| NEC           | Navegantes | ---     | Das Nações***                 | ---        | ---     |
| Oeste         | Chapecó    | 7º      | Índio Condá                   | 15.000     | ---     |
| Pinheiros     | Timbó      | ---     | Vila Nova****                 | ---        | ---     |

* O Blumenauense é uma equipe da cidade de Blumenau mas que atua em Rio Negrinho.

** O Maga é uma equipe da cidade de Indaial mas que atua em Pomerode.

*** O NEC é uma equipe da cidade de Navegantes mas que atua em Balneário Camboriú.

**** O Pinheiros é uma equipe da cidade de Timbó mas que atua em Porto Belo.

### Campeão
| Campeonato Catarinense de 2010 - Divisão de Acesso |
| -------------------------------------------------- |
| Caxias-SC 1º Título                                |